# Белгатой (Шалинский район)
Белгато́й (чечен. БелгӀатой-Эвла) — село в Шалинском районе Чеченской Республики. Административный центр Белгатойского сельского поселения.

## География

Белгатойское сельское поселение на карте Шалинского района

Село расположено на берегу реки Аргун, в 5 км к северо-западу от районного центра — Шали и в 18 км к юго-востоку от города Грозный.
Ближайшие населённые пункты: на западе — село Чечен-Аул, на севере — город Аргун, на северо-востоке — село Мескер-Юрт, на востоке — село Герменчук, на юго-востоке — город Шали и на юге — село Новые Атаги.
Площадь территории села составляет — 454,3 га.
Тип климата — умеренный.
Реки: Мактатаул, Аргун.

## История

### В древности
Северо-западнее села выявлено древнее поселение, которое судя по найденому материалу относится к раннему железному веку. Там же расположен древний археологический памятник, представляющий собой селище. На основании поднятого с поверхности материала данное сооружение может быть датировано скифским временем.
Первое упоминание в российских источниках о плоскостном ауле Белгатой относится к 1826 году. Достоверно известно, что в составе российских войск, прошедших тогда по этим местам, находился поэт Михаил Лермонтов, служивший командиром охотничьего (разведывательного) отряда.
В августе 1832 года село Белгатой было разрушено царскими войсками. 
Официальный статус села «Белгатой» получил в 1861 году по Указу генерал-губернатора Терской области, находящегося в крепости Владикавказ.
С 1944 по 1958 года, в период депортации чеченцев и упразднения Чечено-Ингушской АССР, село носило название — Курганное.
После восстановления Чечено-Ингушской АССР, в 1958 году населённому пункты было возвращено его прежнее название.
В 1989 году были приняты семьи из селения Белгатой Веденского района, пострадавшие от оползней.

## Население
| 1990  | 2002  | 2010  | 2012  | 2013  | 2014  | 2015  |
| ----- | ----- | ----- | ----- | ----- | ----- | ----- |
| 2145  | ↗3247 | ↗4551 | ↗4729 | ↗4839 | ↗4976 | ↗5073 |
| 2016  | 2017  | 2018  | 2019  | 2020  | 2021  | 2023  |
| ↗5194 | ↗5284 | ↗5369 | ↗5456 | ↗5513 | ↘5508 | ↗5613 |
| 2024  |       |       |       |       |       |       |
| ↗5711 |       |       |       |       |       |       |

### Национальный состав
По данным Всероссийской переписи населения 2010 года:
| Народ   | Численность, чел. | Доля от всего населения, % |
| ------- | ----------------- | -------------------------- |
| Чеченцы | 5630              | 99,86                      |
| Русские | 7                 | 0,13                       |
| Татары  | 1                 | 0,1                        |
| Всего   | 5638              | 100 %                      |

## Тайпы
- Белгатой,
- Центорой,
- Дишний,
- Макажой,
- Туркой

## Образование
- Белгатойская муниципальная средняя общеобразовательная школа № 1[24].
- Белгатойская муниципальная средняя общеобразовательная школа № 2[25]

## Улицы
- А.Кадырова,
- С.Гайсумова,
- Школьная,
- Речная,
- Вайнахская,
- Светлая,
- Х. Киндарова,
- Абзаилова,
- Н. Кадырова,
- Дальная,
- С. Агамерзаева,
- Кааева,
- С. Масаева,
- Лесная,
- Истамулова,
- М. Дагаева,
- Мельничная,
- Центральная,
- Верхняя,
- Д.Б.Сулейманова,
- Крайняя,
- Титова,
- Х-А. Митаева,
- Тутовника,
- Мира,
- Светлая,
- Э. Ильясова,
- Гагарина,
- С.Виситаева,
- А. Дикаева,
- Свободная,
- Электрика,
- Почтовая,
- Советская,
- Бурятская,
- Дружбы,
- Веры,
- Связная,
- Ясная,
- Дорожников,
- Др. Народов,
- Надежды,
- Строительная,
- Поляная,
- Восточная,
- Н. Музаева,
- Трудовая,
- пер. Речная,
- Крутая,
- Курганная,
- М. Шахбулатова,
- Мобильная,
- Активистов,
- Ж. Течиева,
- Западная,
- Закатная,
- Нижняя,
- Х. Нурадилова,
- Возрождения,
- Кавказская,
- Малая,
- М. Алмаханова,
- Передовиков,
- Рабочая,
- Мичурина,
- А-К. Адуева,
- Д. Исакова,
- Родниковая,
- Х. Джамбекова,
- А. Ахмадова,
- Степная,
- И. Тимирбулатова,
- Тештиева,
- А. Товсултанова,
- пер. Истамулова,
- пер. Веры,
- Д. Солтамурадова,
- Муригова,
- М. Хамсуркаева,
- пер. Х.Нурадилова,
- Звездная,
- С. Эдигова,
- 2-й пер.Речной,
- М. Ималиева,
- пер. Кавказский,
- А. Шерипова,
- Ш. Тозуркаева,
- К. Байсултанова,
- С. Асакова,
- Заречная,
- С. Нашаева,
- А. Паталиева,
- И. Ташахманова,
- Т. Вахаева,
- М. Гихаева,
- пер. Кадырова,
- пер. Заречный,
- пер. Вайнахская,
- 2-й пер. Заречный,
- ,А. Яхиханова,
- А. Мусткиева,
- А. Чергисханова,
- М.Мухмадиева,
- С-Х.Худаева,
- Н, Мусхаджиева,
- У. Межидова,
- А. Исаева.
- Х. Сибирова,
- А.Тимиров,
- С. Н. Эдилгириева.